# Yên Lỗ
Yên Lỗ là một xã thuộc huyện Bình Gia, tỉnh Lạng Sơn, Việt Nam.

## Địa lý
Xã Yên Lỗ có vị trí địa lý:
- Phía đông giáp xã Quang Trung
- Phía tây giáp xã Thiện Hòa và tỉnh Bắc Kạn
- Phía nam giáp xã Thiện Thuật
- Phía bắc giáp xã Quý Hòa.

Xã Yên Lỗ có diện tích 74,96 km², dân số năm 1999 là 2.716 người, mật độ dân số đạt 36 người/km².
Theo thống kê năm 2019, xã Yên Lỗ có diện tích 74,96 km², dân số là 2.944 người, mật độ dân số đạt 39 người/km².

## Hành chính
Xã Yên Lỗ được chia thành 9 thôn, gồm các thôn: Khuổi Sắp, Bản Pe, Nà Tồng, Nà Quãng, Pò Mầm, Bản Mè, Khuổi Mè, Khuổi Chặng, Khuổi Cọ. Trung tâm hành chính xã đặt tai thôn Bản Mè.